# Bahía de l'Isle-Verte
Bahía de l'Isle-Verte (en francés: Baie de l'Isle-Verte; literalmente "Bahía de la Isla Verde") es un humedal de 22,2 kilómetros cuadrados (8,6 millas cuadradas) a lo largo de la costa de la orilla sur del río San Lorenzo, en Quebec, Canadá. Fue designado un humedal Ramsar de importancia internacional el 27 de mayo de 1987, se clasifica como zona de importancia mundial para las aves, y contiene un Área Nacional de Vida Silvestre y Santuario de Aves Migratorias. Se encuentra ubicado en el municipio del condado regional Rivière-du-Loup, en el término municipal de L'Isle-Verte.